# Or Akiva
Or Akiva (tiếng Hebrew: אור עקיבא, tiếng Ả Rập: أور عكيفا) là một thành phố Israel. Thành phố thuộc quận Haifa. Thành phố có diện tích 3,539 km2, dân số năm 2009 là 16.100 người.